# Classi del Senato degli Stati Uniti d'America
Le tre classi del Senato degli Stati Uniti d'America sono costituite da 33 o 34 seggi senatoriali. Lo scopo di queste classi è quello di determinare quali seggi al Senato devono essere sottoposti al voto popolare in un determinato anno; i tre gruppi sono organizzati in modo tale che ognuno di essi è soggetto ad elezione ogni sei anni.
La definizione di un senatore come junior o senior non ha alcuna relazione con la classe; il senatore senior di uno Stato è quello con maggiore anzianità in Senato, che per la maggior parte dei casi coincide con la durata del mandato.

## Divisione storica
Quando i Padri fondatori raggiunsero l'accordo di assegnare un mandato di sei anni ai senatori, decisero anche di suddividere le elezioni, in modo che un terzo del Senato fosse soggetto ad elezione ogni due anni. Con questo turnover, i Padri fondatori volevano assicurare stabilità al Senato, ed incoraggiare i senatori a prendere decisioni durature nel tempo, invece che rischiare un rapido turnover dell'intera camera ogni sei anni. Allo stesso tempo, erano interessati ad elezioni frequenti, piuttosto che aspettare sei anni, per impedire ai senatori di coalizzarsi per periodi troppo lunghi con "scopi dubbi".
Le tre classi del Senato furono poi specificate nell'Articolo 1, Sezione 3 della Costituzione degli Stati Uniti d'America:
Questo fu stabilito diverse settimane dopo la prima riunione del primo Senato. Dal Journal of the Senate of the United States of America, 1789-1793:
Come deciso, i senatori saranno divisi in tre classi:
- la prima consiste di Mr. Langdon, Mr. Johnson, Mr. Morris, Mr. Henry, Mr. Izard, e Mr. Gunn;
- la seconda di Mr. Wingate, Mr. Strong, Mr. Paterson, Mr. Bassett, Mr. Lee, Mr. Butler e Mr. Few;
- e la terza di Mr. Dalton, Mr. Ellsworth, Mr. Elmer, Mr. Maclay, Mr. Read, Mr. Carroll e Mr. Grayson.

Che tre pezzi di carta di eguale dimensione, con numero 1, 2 e 3, siano piegati dal Segretario e posti in un'urna, e pescati da Mr. Langdon, Mr. Wingate, e Mr. Dalton, per conto delle rispettive classi in cui ognuno di essi è inserito; e che le classi debbano lasciare i loro seggi al Senato secondo l'ordine dei numeri da essi estratti, a partire dal numero uno: e che, quando i senatori prenderanno possesso del proprio seggio per conto di Stati che non hanno ancora nominato senatori, dovranno essere posti nelle classi, in maniera da mantenerle il più possibile eguali in termini di numeri.»
E dal Journal di venerdì 15 maggio 1789:
N°1, estratta da Mr. Dalton, consistente di Mr. Dalton, Mr. Ellsworth, Mr. Elmer, Mr. Maclay, Mr. Read, Mr. Carroll, e Mr. Grayson, i cui seggi diventeranno vacanti al termine del secondo anno
N°2, estratto da Mr. Wingate, consistente di Mr. Wingate, Mr. Strong, Mr. Paterson, Mr. Bassett, Mr. Lee, Mr. Butler, e Mr. Few, i cui seggi diventeranno vacanti al termine del quarto anno
N°3, estratto da Mr. Langdon, consistente di Mr. Langdon, Mr. Johnson, Mr. Morris, Mr. Henry, Mr. Izard, e Mr. Gunn, i cui seggi diventeranno vacanti al termine del sesto anno.»
Al termine del mandato senatoriale di qualsiasi lunghezza, gli eletti iniziano un mandato di sei anni come senatori (basato sull'elezione dei senatori da parte delle legislature dei singoli stati, finché il XVII Emendamento richiese l'elezione diretta dei senatori).

Cartina che mostra le classi in ognuno dei singoli stati federati:
Classi 1 e 2
Classi 1 e 3
Classi 2 e 3

     Classi 1 e 2
     Classi 1 e 3
     Classi 2 e 3

## Nuovi stati
Quando un nuovo Stato viene ammesso all'Unione, i suoi due senatori hanno mandati che corrispondono a due classi differenti, tra le tre classi definite sotto. La scelta tra quali classi assegnare è determinata da uno schema che mantiene il numero dei membri delle tre classi il più possibile contiguo; la classe di dimensione maggiore non deve differire di più di un'unità da quella di dimensione minore.
Questo significa che almeno uno dei due senatori di ogni nuovo Stato ha un mandato di meno di sei anni, e l'altro mandato è o di due o di quattro anni più breve dell'altro.
Quando l'ultimo Stato è stato ammesso, le Hawaii nel 1959, i candidati al Senato hanno concorso per il seggio A e il seggio B. I nuovi senatori, in un processo gestito dal Segretario del Senato, si accordarono su chi dei due sarebbe entrato nella Classe 1 (il cui mandato scadeva dopo cinque anni e mezzo) e quale nella Classe 3 (il cui mandato sarebbe terminato tre anni e mezzo dopo).
Se un 51º stato dovesse essere ammesso all'Unione, riceverebbe dei senatori in Classe 1 e 2, e a questo punto tutte e tre le classi avrebbero 34 senatori.

## Classe 1
La classe 1 consiste di:
- 33 senatori eletti alle elezioni del 2024, i cui seggi devono essere rinnovati nel 2030, e il cui mandato inizia nel gennaio 2025 e termina nel gennaio 2031;
- i precedenti senatori i cui mandati terminarono nel 1791, 1797, 1803, 1809, 1815, 1821, 1827, 1833, 1839, 1845, 1851, 1857, 1863, 1869, 1875, 1881, 1887, 1893, 1899, 1905, 1911, 1917, 1923, 1929, 1935, 1941, 1947, 1953, 1959, 1965, 1971, 1977, 1983, 1989, 1995, 2001, 2007, 2013, 2019, 2025

Gli stati con un senatore di classe 1 sono Arizona, California, Connecticut, Delaware, Florida, Hawaii, Indiana, Maine, Maryland, Massachusetts, Michigan, Minnesota, Mississippi, Missouri, Montana, Nebraska, Nevada, New Jersey, Nuovo Messico, New York, Dakota del Nord, Ohio, Pennsylvania, Rhode Island, Tennessee, Texas, Utah, Vermont, Virginia, Virginia Occidentale, Washington, Wisconsin e Wyoming.

## Classe 2
La classe 2 consiste di:
- i 33 senatori eletti alle elezioni del 2020, i cui seggi devono essere rinnovati nel 2026, e il cui mandato inizia nel gennaio 2021 e termina nel gennaio 2027; e
- i precedenti senatori i cui mandati terminarono nel 1793, 1799, 1805, 1811, 1817, 1823, 1829, 1835, 1841, 1847, 1853, 1859, 1865, 1871, 1877, 1883, 1889, 1895, 1901, 1907, 1913, 1919, 1925, 1931, 1937, 1943, 1949, 1955, 1961, 1967, 1973, 1979, 1985, 1991, 1997, 2003, 2009, 2015, 2021

Gli stati con un senatore di classe 2 sono Alabama, Alaska, Arkansas, Carolina del Nord, Carolina del Sud, Colorado, Delaware, Dakota del Sud, Georgia, Idaho, Illinois, Iowa, Kansas, Kentucky, Louisiana, Maine, Massachusetts, Michigan, Minnesota, Mississippi, Montana, Nebraska, New Hampshire, New Jersey, Nuovo Messico, Oklahoma, Oregon, Rhode Island, Tennessee, Texas, Virginia, Virginia Occidentale, e Wyoming.

## Classe 3
La classe 3 consiste di:
- i 34 senatori eletti alle elezioni del 2022, i cui seggi devono essere rinnovati nel 2028, e il cui mandato inizia nel gennaio 2023 e termina nel gennaio 2029; e
- i precedenti senatori i cui mandati terminarono nel 1795, 1801, 1807, 1813, 1819, 1825, 1831, 1837, 1843, 1849, 1855, 1861, 1867, 1873, 1879, 1885, 1891, 1897, 1903, 1909, 1915, 1921, 1927, 1933, 1939, 1945, 1951, 1957, 1963, 1969, 1975, 1981, 1987, 1993, 1999, 2005, 2011, 2017, 2023.

Gli stati con un senatore di classe 3 sono Alabama, Alaska, Arizona, Arkansas, California, Carolina del Nord, Carolina del Sud, Colorado, Connecticut, Dakota del Nord, Dakota del Sud, Florida, Georgia, Hawaii, Idaho, Illinois, Indiana, Iowa, Kansas, Kentucky, Louisiana, Maryland, Missouri, Nevada, New Hampshire, New York, Ohio, Oklahoma, Oregon, Pennsylvania, Utah, Vermont, Washington, e Wisconsin.

## Lista degli attuali senatori divisi per classe
|                   | Classe 1 | Classe 2 | Classe 3 | Totale |
| Democratici       | 17       | 13       | 15       | 47     |
| Indipendenti      | 2        | 0        | 0        | 47     |
| Repubblicani      | 14       | 20       | 19       | 53     |
| Ultima elezione   | 2024     | 2020     | 2022     |        |
| Prossima elezione | 2030     | 2026     | 2028     |        |
| TOTALE            | 33       | 33       | 34       | 100    |

| Stato                | Classe 1                 | Classe 2                 | Classe 3                   |
| -------------------- | ------------------------ | ------------------------ | -------------------------- |
| Alabama              | —                        | Tommy Tuberville (R)     | Katie Britt (R)            |
| Alaska               | —                        | Dan Sullivan (R)         | Lisa Murkowski (R)         |
| Arizona              | Ruben Gallego (D)        | —                        | Mark Kelly (D)             |
| Arkansas             | —                        | Tom Cotton (R)           | John Boozman (R)           |
| California           | Adam Schiff (D)          | —                        | Alex Padilla (D)           |
| Carolina del Nord    | —                        | Thom Tillis (R)          | Ted Budd (R)               |
| Carolina del Sud     | —                        | Lindsey Graham (R)       | Tim Scott (R)              |
| Colorado             | —                        | John Hickenlooper (D)    | Michael Bennet (D)         |
| Connecticut          | Chris Murphy (D)         | —                        | Richard Blumenthal (D)     |
| Dakota del Nord      | Kevin Cramer (R)         | —                        | John Hoeven (R)            |
| Dakota del Sud       | —                        | Mike Rounds (R)          | John Thune (R)             |
| Delaware             | Lisa Blunt Rochester (D) | Chris Coons (D)          | —                          |
| Florida              | Rick Scott (R)           | —                        | Ashley Moody (R)           |
| Georgia              | —                        | Jon Ossoff (D)           | Raphael Warnock (D)        |
| Hawaii               | Mazie Hirono (D)         | —                        | Brian Schatz (D)           |
| Idaho                | —                        | Jim Risch (R)            | Mike Crapo (R)             |
| Illinois             | —                        | Richard Durbin (D)       | Tammy Duckworth (D)        |
| Indiana              | Jim Banks (R)            | —                        | Todd Young (R)             |
| Iowa                 | —                        | Joni Ernst (R)           | Chuck Grassley (R)         |
| Kansas               | —                        | Roger Marshall (R)       | Jerry Moran (R)            |
| Kentucky             | —                        | Mitch McConnell (R)      | Rand Paul (R)              |
| Louisiana            | —                        | Bill Cassidy (R)         | John Neely Kennedy (R)     |
| Maine                | Angus King (I)           | Susan Collins (R)        | —                          |
| Maryland             | Angela Alsobrooks (D)    | —                        | Chris Van Hollen (D)       |
| Massachusetts        | Elizabeth Warren (D)     | Ed Markey (D)            | —                          |
| Michigan             | Elissa Slotkin (D)       | Gary Peters (D)          | —                          |
| Minnesota            | Amy Klobuchar (D)        | Tina Smith (D)           | —                          |
| Mississippi          | Roger Wicker (R)         | Cindy Hyde-Smith (R)     | —                          |
| Missouri             | Josh Hawley (R)          | —                        | Eric Schmitt (R)           |
| Montana              | Tim Sheehy (R)           | Steve Daines (R)         | —                          |
| Nebraska             | Deb Fischer (R)          | Pete Ricketts (R)        | —                          |
| Nevada               | Jacky Rosen (D)          | —                        | Catherine Cortez Masto (D) |
| New Hampshire        | —                        | Jeanne Shaheen (D)       | Maggie Hassan (D)          |
| New Jersey           | Andy Kim (D)             | Cory Booker (D)          | —                          |
| New York             | Kirsten Gillibrand (D)   | —                        | Chuck Schumer (D)          |
| Nuovo Messico        | Martin Heinrich (D)      | Ben Ray Luján (D)        | —                          |
| Ohio                 | Bernie Moreno (R)        | —                        | Jon Husted (R)             |
| Oklahoma             | —                        | Markwayne Mullin (R)     | James Lankford (R)         |
| Oregon               | —                        | Jeff Merkley (D)         | Ron Wyden (D)              |
| Pennsylvania         | David McCormick (R)      | —                        | John Fetterman (D)         |
| Rhode Island         | Sheldon Whitehouse (D)   | Jack Reed (D)            | —                          |
| Tennessee            | Marsha Blackburn (R)     | Bill Hagerty (R)         | —                          |
| Texas                | Ted Cruz (R)             | John Cornyn (R)          | —                          |
| Utah                 | John Curtis (R)          | —                        | Mike Lee (R)               |
| Vermont              | Bernie Sanders (I)       | —                        | Peter Welch (D)            |
| Virginia             | Tim Kaine (D)            | Mark Warner (D)          | —                          |
| Virginia Occidentale | Jim Justice (R)          | Shelley Moore Capito (R) | —                          |
| Washington           | Maria Cantwell (D)       | —                        | Patty Murray (D)           |
| Wisconsin            | Tammy Baldwin (D)        | —                        | Ron Johnson (R)            |
| Wyoming              | John Barrasso (R)        | Cynthia Lummis (R)       | —                          |